# Pseudanos winterbottomi
Pseudanos winterbottomi és una espècie de peix de la família dels anostòmids i de l'ordre dels caraciformes.

## Morfologia
- Els mascles poden assolir 15,2 cm de llargària total.
- Nombre de vèrtebres: 38-44.[3][4]

## Hàbitat
Viu en zones de clima tropical.

## Distribució geogràfica
Es troba a Sud-amèrica: conques dels rius Tapajós (Brasil) i Orinoco, incloent-hi els rius Casiquiare, Cinaruco, San Bartolo i Ventuari.